# متحف جنسي

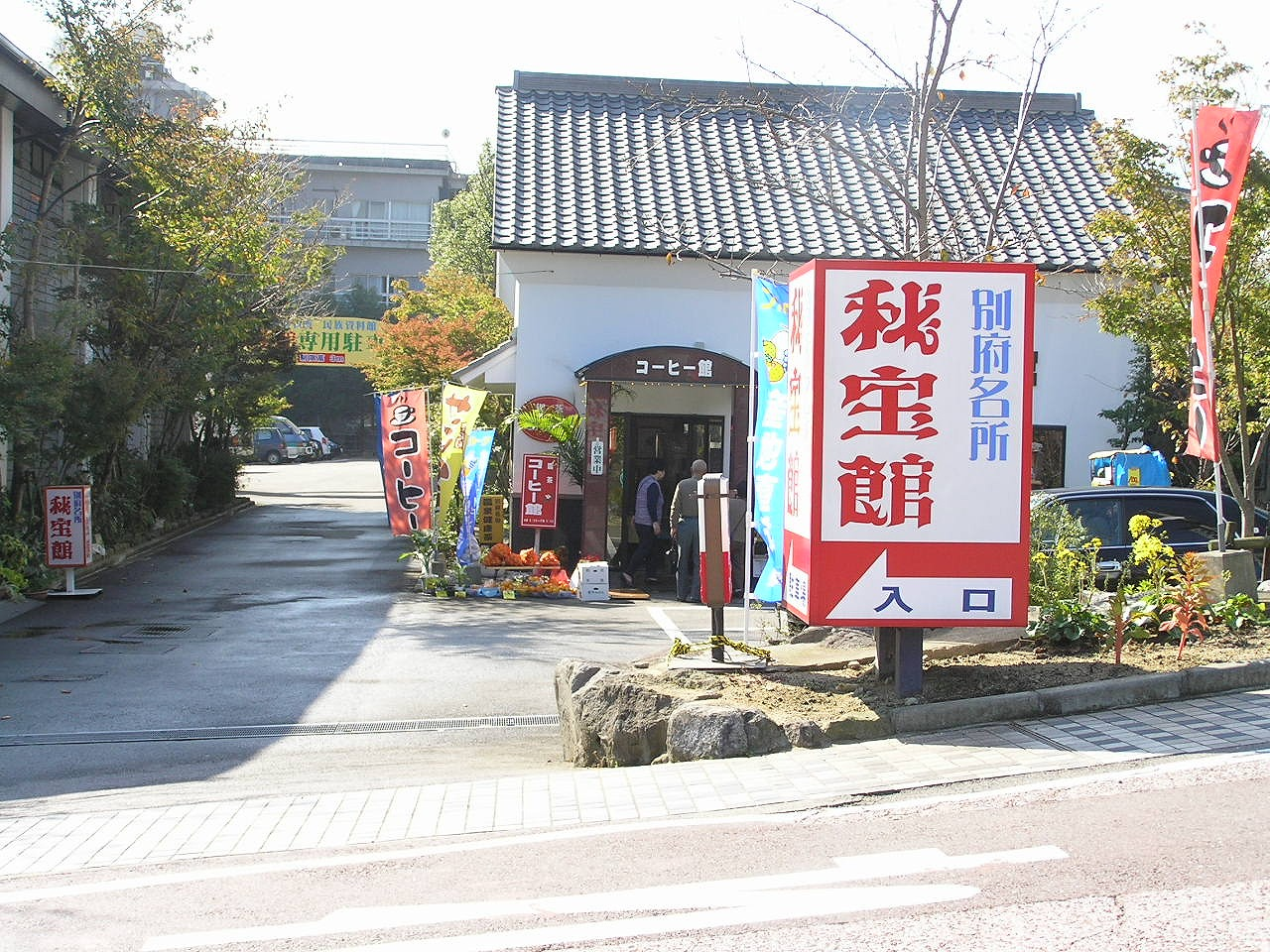
متحف للجنس

المتحف الجنسي أو متحف الجنس هو متحف متخصص لعرض وسائل والأساليب التاريخية الجنسية، ووثائق عن تاريخ الشبقية، ازدادت شعبية هذه المتاحف في ستينات وسبعينات القرن العشرين، وتُسمى عادةً بمتاحف الفنون المثيرة بدلاً من متاحف الجنس.